# Латуконсина, Прилли
Прилли Латуконсина (индон. Prilly Latuconsina), род. 15 октября 1996 года) — индонезийская актриса, ведущая и певица. Известна своими ведущими ролями в телевизионных драмах Ханья Каму, Монет Чантик 2 и Гантенг Гантенг Серигала. Она является актрисой, известной благодаря Сурату Унтукму (2016), Hangout (2016), Danur: «Я вижу призраков» (2017), Danur 2: Maddah (2018), Honeymoon (2013) и La tahzan (2013).

## Ранний период жизни
Прилли Латуконсина родилась 15 октября 1996 года в Тангеранге, провинция Бантен. Её отец амбонец, уроженец острова Харуку в южной части Молукк, мать — сунданка. Впервые появилась на телевидении, приняв участие в детской передаче Коки Чилик.